# Holcojoppa orientalis
Holcojoppa orientalis là một loài tò vò trong họ Ichneumonidae.